# Martin Wegelius
Pour les articles homonymes, voir Wegelius.
Martin Wegelius est un compositeur et pédagogue finlandais né à Helsinki le 10 novembre 1846, mort en cette ville le 22 mars 1906.

## Biographie
Martin Wegelius étudie la musique à l'Université d'Helsinki avant de se rendre à Vienne, Leipzig et Munich. Il travaille notamment avec Carl Reinecke et Jadassohn. Dans les années 1870, Wegelius est professeur de musique dans des lycées et critique musical. 
Il accompagne parfois la cantatrice finlandaise Emilie Mechelin dans ses récitals. 
En 1882, il fonde l'Institut Musical d'Helsinki, actuellement Académie Sibelius, qu'il dirige jusqu'à sa mort.
Parmi ses élèves, mentionnons Jean Sibelius (le plus illustre) et Erkki Melartin. Wegelius appartient au mouvement musical nationaliste romantique.

## Œuvres
- Lieder, chœurs, cantates;
- Sonate pour violon et piano;
- Pièces pour piano;
- Œuvres pour orchestre

## Sources
- Marc Honegger, Dictionnaire de la Musique, vol.2, Les Hommes et leurs œuvres, p. 1329; Bordas